# Petrus Divaeus
Peeter van Dieve, connu dans la République des Lettres sous le nom de plume de Petrus Divaeus, né à Louvain en 1535 et décédé à Malines en 1581, est un historien, un antiquaire et un humaniste brabançon.
Il s'inscrivit à l'Université de Louvain, où il décrocha à seize ans sa maîtrise dans la Faculté des arts, celle-ci jouant un rôle de propédeutique correspondant à ce que seront plus tard les humanités supérieures. Il continua ensuite ses études dans la Faculté des deux droits et devin clerc de la ville de Louvain, fonction qui lui laissa assez de loisir pour s'occuper de recherches historiques.
Lors des troubles des Pays-Bas, comme beaucoup d'intellectuels contemporains tels Juste Lipse (1547-1606), Johan Baptista Houwaert (1533-1599), Philippe de Marnix de Sainte-Aldegonde (1538-1598), il prit le parti du Taciturne. Il remplit diverses missions de conciliation et devint en 1578, pensionnaire de la ville de Bruxelles lorsqu'elle était sur le point de devenir une république calviniste (1578-1585) mais cette fonction fut contestée et il la quitta bientôt.
On le voit en 1580 à Anvers comme conseiller de guerre, cette fois-ci avec le soutien de l’archiduc Matthias, frère de l’empereur Rodolphe II et nouveau gouverneur des Pays-Bas.
Il mourut à Malines, âgé de 48 ans, alors qu'il était chargé de la mission de réconcilier cette ville avec les États dont elle s'était éloignée et dont l'archiduc Matthias l'avait nommé pensionnaire. 

## Ses publications
- De Galliae belgicae antiquitatibus liber I, statum ejus, quem sub Romanorum imperio habuit, complectens, Antverpiae, 1564.

Il laissa de nombreux manuscrits qui furent publiés après son décès :
- Rerum Brabanticarum libri XIX, Antverpiae, 1610 qui fut publié chez Christophe Plantin par les soins de Miraeus.

- Opera varia. Scilicet rerum Lovaniensium Libri IV. Annalium ejusdem oppidi libri VIII. Opus utrumque hactenus ineditum; De Galliae Belgicae Antiquitatibus liber primus; quibus ad calcem adjecta sunt Hermanni Nuenarii De Gallia Belgica commentariolus, ejusdemque De origine et sedibus priscorum francorum narratio nec non Abr. Ortelii et Joh. Viviani itinerarium. Cum accuratissimo rerum memorabilium indice, Lovanii, Typis Henrici Vander Haert, 1757, in-folio.  Publié par les soins de Jean-Michel Van Langendonck.

Son descendant Willem Antoon van Dieve traduisit en néerlandais les Ejusdem oppidi libri VIII, traduction que publia l’historien louvaniste Van Even en 1856-1857.